# Piazza Antelminelli
Piazza Antelminelli, detta anche Piazza dei ferri, si apre a latere della piazza San Martino, nel centro di Lucca, dove si erge il duomo. 

## Storia e descrizione
Deriva il proprio nome dalle vecchie case, di proprietà della famiglia degli Antelminelli, che furono rase al suolo nel 1301 per far posto alla piazza.
Al centro della stessa si trova una zona cinta da colonnette di marmo unite da catene, da cui è derivato il nome di piazza dei ferri, all'interno della quale è presente una fontana, costruita in marmo ed in forma circolare, che nel 1832 Lorenzo Nottolini progettò e fece realizzare. Essa, ora collegata all'acquedotto comunale, in origine era rifornita di acqua mediante l'acquedotto del Nottolini proveniente dalle fresche sorgenti dei monti pisani e prelevata nella zona di Guamo.
La piazza, che in precedenza era adibita a parcheggio per residenti, dopo il restauro della pavimentazione e della fontana del 2012 è diventata area pedonale.
Sulla piazza, oltre a un fianco di San Martino e al retro della chiesa dei Santi Giovanni e Reparata, si affacciatno il Museo della cattedrale e l'oratorio di San Giuseppe, quest'ultimo unica traccia dello scomparso monastero delle Gesuate.